# Арапли (вилает Родосто)
Вижте пояснителната страница за други значения на Арапли.
Арапли е историческо село в Източна Тракия, околия Чорлу, вилает Родосто, съществувало до 1913 г.

## География
Селото е било разположено на 10 километра североизточно от село Сеймен, сега там се намира летището на град Чорлу.

## История
Статистиката на професор Любомир Милетич от 1912 отбелязва Арапли като българско село.
При избухването на Балканската война в 1912 година 1 човек от Арапли е доброволец в Македоно-одринското опълчение.

## Личности
Родени в Арапли
- Полихрон Ангелов, македоно-одрински опълченец, 3 рота на 5 одринска дружина, орден „За храброст“ IV ст.[3]